# Heartwood Online
Heartwood Online — це кросплатформенна багатоосібна онлайнова рольова 2D-відеогра. 19 серпня 2023 Heartwood Online стала відкрита для всіх охочих в бета версії для Microsoft Windows, Android, iOS. На даний момент версія гри

## Ігровий процес
Ґеймплей гри Heartwood Online є стандартним для всіх MMORPG. Ти появляєшся в сіті. Гравці вибирають персонажа з різними расами та класами, потім виходять у віртуальний світ, де вони можуть взаємодіяти з іншими гравцями, виконувати завдання, здобувати досвід, отримувати нові предмети та вдосконалювати свої навички.
Також наявні елементи соціальної взаємодії, такі як гільдії, де гравці можуть об'єднуватися для спільного виконання завдань та побудови власної спільноти. Гра також має систему торгівлі, де гравці можуть купувати та продавати предмети й ресурси іншим гравцям.

## Класи
В Heartwood Online на цей час є 4 класи:
- Воїн
- Маг
- Бандит
- Жрець